# Upplands runinskrifter 963
Upplands runinskrifter 963 är en runsten belägen utanför muren till Vaksala kyrka i Uppsala. Den är placerad tillsammans med tre andra stenar, U 962, U 964 och U 965. Överdelen av stenen är avslagen.

## Inskriften
Translitterering av runraden:
niskunukʀ + lit ... ...rn + faþur + sin + auk + ika + iftʀ + buota + sin + ku... ... þini × ikulburn + ak + kuþs muþiʀ
Normalisering till runsvenska:
Næskonungʀ let ... [Igulbio]rn, faður sinn, ok Inga æftiʀ boanda sinn. Gu[ð] ... þinni, Igulbiorn, ok Guðs moðiʀ.
Översättning till nusvenska:
Näskonung lät ... Igulbjörn, sin fader, ocli Inga efter sin man. Gud ... din själ, Igulbjörn, och Guds moder.